# Râul Tău
Râul Tău este un afluent al râului Pogăniș.

## Hărți
- Harta Județului Caraș-Severin